# شوارغة الجوز
شوارغة الجوز قرية سوريّة تتبع إداريّاً لمحافظة حلب منطقة عفرين ناحية مركز عفرين، بلغ تعداد سكانها 1,095 نسمة حسب التعداد السكاني لعام 2004.

## الموقع والجغرافيا
تبعد عن مدينة عفرين 13 كم باتجاه الشمال الشرقي، يحدها شمالاً قرية معرسة الخطيب وغرباً قرية كفر مز وجنوباً بلدة مريمين على بعد 1 كم، وشرقاً سهل واسع من أشجار الزيتون وقرية المالكية. حيث يبلغ عدد بيوتها حوالي 50 بيتاًوعمر القرية حوالي 100 عاماً، بيوتها حجرية طينية ذات سقوف خشبية والحديثة أسمنتية تنتشر باتجاه الشمال و الجنوب ومسايرة للطريق. تتوفر فيها شبكة الكهرباء والمياه المأخوذة من نبع في قرية المالكية القريبة والمدرسة مشتركة مع معرسة الخطيب. يمر طريق يصل للقرى المجاورة في وسطها وفيها معصرة للزيتون حديثة. بيوتها مبنية من الأحجار والإسمنت المسلح حديثة العهد. المصدر الرئيسي للدخل فيها تربية الأغنام وزراعة الحبوب والزيتون والكرمة واللوز أراضيها وتربتها الخصبة.